# Systasea microsticta
Systasea microsticta är en fjärilsart som beskrevs av Dyar 1923. Systasea microsticta ingår i släktet Systasea och familjen tjockhuvuden. Inga underarter finns listade i Catalogue of Life.